# کوسمو گوردون لانگ
ویلیام کوسمو گوردون لانگ، بارون اول لانگ لمبت (انگلیسی: William Cosmo Gordon Lang, 1st Baron Lang of Lambeth؛ ۳۱ اکتبر ۱۸۶۴ – ۵ دسامبر ۱۹۴۵) کشیش اهل اسکاتلندی بود که به عنوان اسقف اعظم کانتربری و اسقف اعظم یورک خدمت کرد.